# Come far perdere la testa al capo
Come far perdere la testa al capo (Set It Up) è un film del 2018 diretto da Claire Scanlon.

## Trama
Harper è l'assistente di Kirsten, ex giornalista e ora direttrice di un impero del giornalismo sportivo online. Charlie è l'assistente di un potente finanziere, Rick. Entrambi lavorano nello stesso edificio e si incontrano per caso in tarda serata, quando i loro capi pretendono che gli venga consegnata la cena, altrimenti verranno licenziati. Harper ha ordinato la cena per sé e Kirsten, ma non ha soldi per pagare il fattorino e Charlie, che non è stato in grado di ordinare la cena per il suo capo perché tutti i ristoranti sono chiusi, paga per poterla avere. Dopo che Harper gli dice che sarà licenziata se non ritorna con il cibo, Charlie riluttante le consente di prendere uno dei due pasti.
Il giorno seguente Harper riporta i soldi della cena a Charlie e parlando convengono che se i due capi avessero una relazione avrebbero meno tempo per il lavoro e di conseguenza anche loro avrebbero più tempo libero. Da qui ad Harper viene l'idea di combinare un incontro tra i due. Tra ascensori bloccati, "kiss cam" ad una partita di baseball e vari regali ad hoc, tra i due scoppia l'amore.
Nel frattempo i due assistenti fanno amicizia e iniziano a condividere serate ed eventi. Rick e Kristen decidono di sposarsi, ma Charlie scopre che Rick ha fatto la proposta a Kirsten per dispetto alla sua ex moglie con cui sta ancora avendo una relazione in segreto. Charlie non condivide le notizie con Harper, ma lei lo scopre dopo aver sentito accidentalmente Rick fare sesso telefonico con la sua ex. Harper parlandone con Charlie scopre che lui lo sapeva e che ha intenzione di aiutare Rick a mantenere il segreto e a sposare Kirsten.
Harper allora corre da Kirsten e le dice tutta la verità. Kirsten non le crede e, furiosa, la licenzia immediatamente e progetta di andare avanti con il matrimonio.
Charlie capisce di aver sbagliato e si precipita all'aeroporto per fermare Rick e Kirsten che stanno per partire. Charlie insulta Rick e si licenzia e dice a Kirsten che Rick non la ama davvero e che non la conosce affatto. Kirsten si rende conto che è vero e rompe con Rick.
Harper attraversa una crisi ma alla fine decide di ricominciare a scrivere. Charlie viene contattato da Rick, che chiede il suo aiuto per ricongiungersi con la sua ex moglie a cui tiene ancora. Charlie decide di fargli questo ultimo favore e gli inoltra un file sulla ex moglie.
Kirsten chiama Harper nel suo ufficio e le offre di tornare al lavoro, ma lei rifiuta, dicendole che deve concentrarsi sulla sua scrittura, così Kirsten si offre di aiutarla comunque con il suo articolo.
Mentre sta uscendo dal suo ex ufficio, Harper vede Charlie che è stato chiamato lì da Kirsten. Si rendono conto che si trattava di una tattica per combinare un incontro tra di loro, come loro avevano fatto con Kirsten e Rick. Charlie rivela che ha lasciato il suo lavoro e ora lavora come dipendente. I due hanno capito di avere molti motivi per non amarsi e tuttavia sono ancora attratti l'uno dall'altra. Il film finisce con i due che si baciano.